# Khmerowie

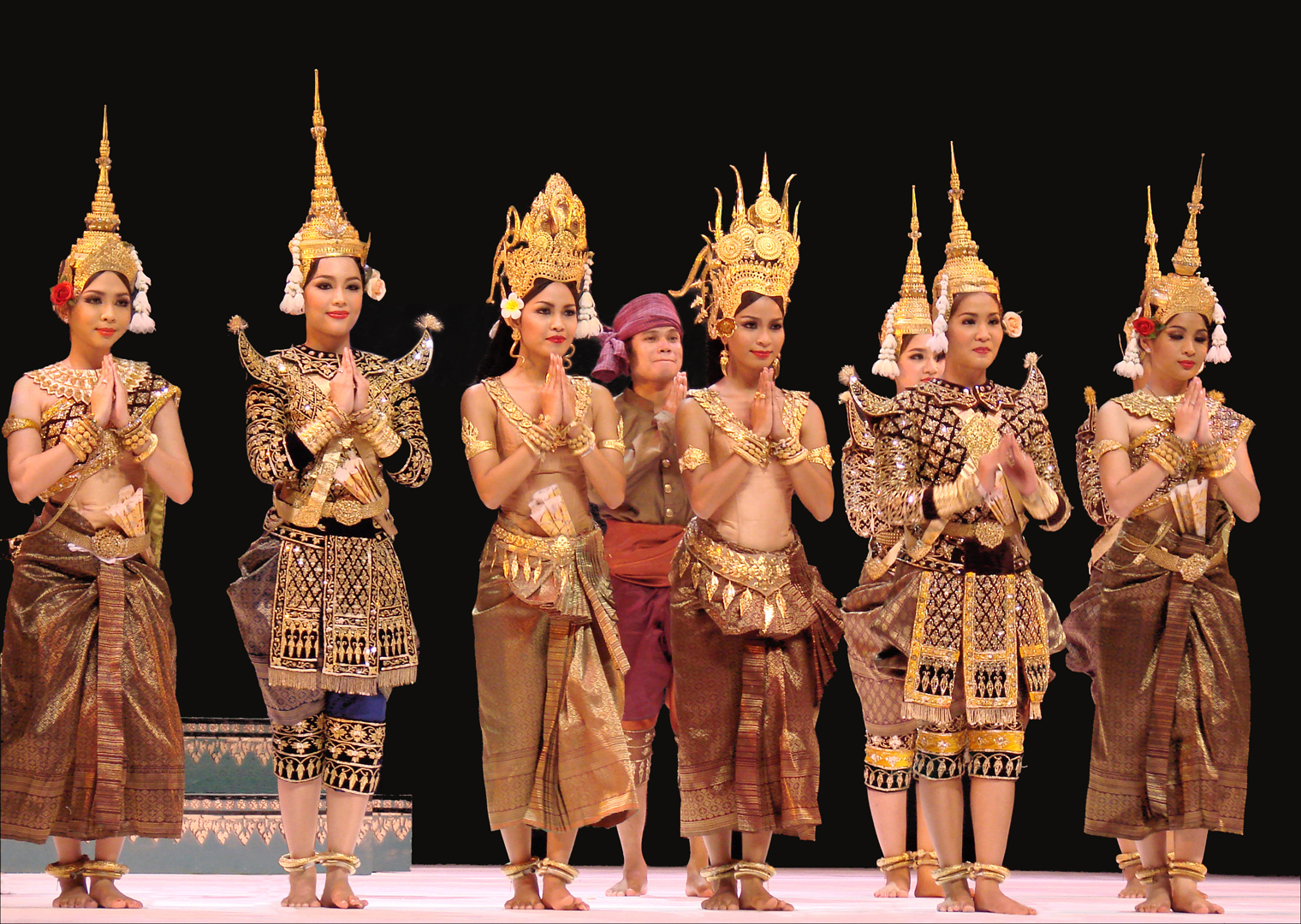
Ballet Royal do Cambodja

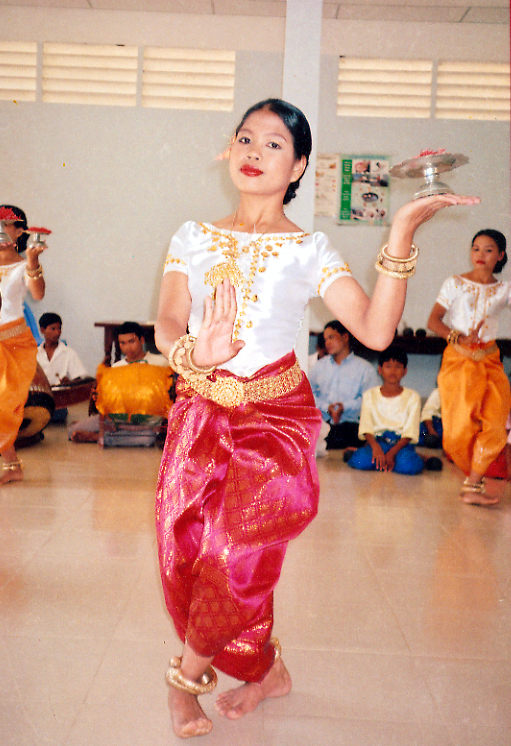
Dançarina

Khmerowie, Khmerzy – naród mieszkający w Kambodży (12,1 mln), Wietnamie (ok. 1 mln), Tajlandii (ok. 1,1 mln), USA, Kanadzie, Australii, Nowej Zelandii. Posługują się językiem khmerskim z grupy mon-khmer rodziny austroazjatyckiej. Od XV wieku wyznają buddyzm theravada. Główne zajęcia: uprawa zbóż na glebach sztucznie nawadnianych, hodowla, rybołówstwo. U Khmerów kobiety zajmują wysoką pozycję społeczną, dużą rolę odgrywają również klasztory. 
Etnolodzy rozróżniają dwie grupy etniczne Khmerów: Khmerów Środkowych i Khmerów Północnych (Khmer Surin), żyjących głównie w Tajlandii. Wśród Khmerów Środkowych wyróżnia się grupę Khmerów Krom, zamieszkującą dolny bieg Mekongu i stanowiącą jedną z większych grup etnicznych Wietnamu. 
Natomiast określeniem Khmerowie Górscy (Khmer Loeu) nazywa się w Kambodży mniejszości etniczne, również te nienależące do rodziny językowej mon-khmer.